# Дефолиант
Дефолиант (от английски: defoliant, от къснолатински defoliare „кара да падат листата“ от de- (отнема) + folium „листо“ ) е химически прах или спрей, който е пръскван върху растенията с цел тяхното озеленяване да падне изкуствено, преди природния цикъл през есента, когато естествено опадат листата . Дефолиантите понякога са използвани в земеделието, за постигане на ранна жътва, например при памука, но реално са известни с военната им употреба, особено във Виетнамската война и използването там на дефолианта Ейджънт Ориндж (оранжeв агент), използван по-рано от британската армия при партизанската война между Обединеното кралство и комунистическа тогава Малайзия. На практика за разлика от хербицидите дефолиантите освен, че причиняват опадането на листата водят и до трайно увреждане на растежа на растенията.